# Maahjärvi
Maahjärvi är en sjö i kommunen S:t Michel i landskapet Södra Savolax i Finland. Sjön ligger 77,6 meter över havet. Arean är 69 hektar och strandlinjen är 6,43 kilometer lång. Sjön  ingår i Vuoksens huvudavrinningsområde.   Den ligger omkring 28 kilometer sydöst om S:t Michel och omkring 210 kilometer nordöst om Helsingfors. 
I sjön finns ön Maahsaari. 